# Kanton Menat
Der Kanton Menat war bis 2015 ein französischer Kanton im Arrondissement Riom im Département Puy-de-Dôme und in der Region Auvergne-Rhône-Alpes; sein Hauptort war Menat, Vertreter im Generalrat des Départements war zuletzt von 2008 bis 2015 Bernard Lescure. 
Der Kanton war 193,53 km² groß und hatte (2006) 3.721 Einwohner, was einer Bevölkerungsdichte von 19 Einwohnern pro km² entsprach. Er lag im Mittel auf 549 Meter über dem Meeresspiegel, zwischen 306 m in Saint-Quintin-sur-Sioule und 748 m in Blot-l’Église. 

## Gemeinden
| Gemeinde                 | Einwohner Jahr | Fläche km² | Bevölkerungsdichte | Postleitzahl | Code INSEE |
| ------------------------ | -------------- | ---------- | ------------------ | ------------ | ---------- |
| Blot-l’Église            | 383 (2013)     | –          | – Einw./km²        | 63440        | 63043      |
| Lisseuil                 | 92 (2013)      | –          | – Einw./km²        | 63440        | 63197      |
| Marcillat                | 283 (2013)     | –          | – Einw./km²        | 63440        | 63208      |
| Menat                    | 575 (2013)     | –          | – Einw./km²        | 63560        | 63223      |
| Neuf-Église              | 306 (2013)     | –          | – Einw./km²        | 63560        | 63251      |
| Pouzol                   | 282 (2013)     | –          | – Einw./km²        | 63440        | 63286      |
| Saint-Gal-sur-Sioule     | 131 (2013)     | –          | – Einw./km²        | 63440        | 63344      |
| Saint-Pardoux            | 439 (2013)     | –          | – Einw./km²        | 63440        | 63382      |
| Saint-Quintin-sur-Sioule | 358 (2013)     | –          | – Einw./km²        | 63440        | 63390      |
| Saint-Rémy-de-Blot       | 232 (2013)     | –          | – Einw./km²        | 63440        | 63391      |
| Servant                  | 528 (2013)     | –          | – Einw./km²        | 63560        | 63419      |
| Teilhet                  | 299 (2013)     | –          | – Einw./km²        | 63560        | 63428      |

## Bevölkerungsentwicklung
| 1962  | 1968  | 1975  | 1982  | 1990  | 1999  | 2006  |
| ----- | ----- | ----- | ----- | ----- | ----- | ----- |
| 4.418 | 5.024 | 4.410 | 4.042 | 3.621 | 3.521 | 3.721 |